# Vima Mică
Vima Mică là một xã thuộc hạt Maramureș, România. Dân số thời điểm năm 2002 là 1649 người.